# Khomeynishahr
Khomeynishahr este un oraș din Iran.